# Algorytm Schoofa-Elkiesa-Atkina
Algorytm Schoofa-Elkiesa-Atkina (algorytm SEA) – wydajny algorytm służący do obliczania liczby punktów na krzywej eliptycznej nad ciałem skończonym. Jest udoskonaleniem algorytmu Schoofa stworzonym przez Noama Elkiesa i A.O.L. Atkina i ciągle rozwijanym przez wielu matematyków.